# Масленников, Лев Степанович
Лев Степанович Масленников — купец 1-й гильдии, городской глава Саратова с 1852 по 1857 и с 1861 по 1863 годы. Потомственный почётный гражданин Саратова.

## Городской глава
Лев Масленников был назначен саратовским городским главой в 1852 г., и занимал этот пост до 1857 г. Вернулся к власти он через четыре года в 1861. В его правление в Саратове был разведён и обустроен парк Липки около Александро-Невского собора, устроена богадельня на единоверческом кладбище, проведён водопровод. Также в это же время в Саратове появились мощённые улицы и дома для неимущих жителей города (Масленниковские выселки).
В честь Льва Степановича Масленникова в Саратове четыре проезда на Соколовой горе носят имена Масленниковых проездов.